# Orde van de Unie van Birma
De Orde van de Unie van Birma, in het Birmees "Pyidaungsu Sithu Thingaha" geheten, is een Birmaanse orde van verdienste met vijf klassen en twee divisies; militair en civiel. Aan beide divisies is ook een medaille verbonden. Het lint van de Militaire Divisie is rood met twee dunne zwarte strepen langs de rand. Het lint van de Civiele Divisie is viridiaangroen met twee dunne witte strepen langs de rand. De orde werd op 2 september 1948 ingesteld na de onafhankelijkheid ter vervanging van de "The Order of Burma".